# Дарнаут, Хуго
Хуго Дарнаут (нем. Hugo Darnaut; 28 ноября 1851, Дессау, Саксония-Анхальт — 9 января 1937, Вена, Австрия) — австрийский художник-пейзажист.

## Биография
Хуго Дарнаут провёл свою юность в Граце, а затем сначала прошёл обучение у придворного театрального художника Генриха Бургхарта в Вене, после чего он учился в 1871—1872 годах в Венской академии изобразительных искусств у Эдуарда Пейтнера фон Лихтенфельса. По окончании академии Хуго получил грант, после чего переехал в Дюссельдорф, центр пейзажной живописи того времени, где он учился у Андреаса Ахенбаха, Роберта Мейерхейма и Йоханнеса Вортманна. В 1877 году Дарнаут стал членом Дома художников в Вене. В 1890-х годах он в течение года брал уроки у Густава Шёнлебера в Карлсруэ.
После смерти Эмиля Якоба Шиндлера Дарнаут арендовал замок Планкенберг в Венском лесу в период с 1893 по 1912 годы, где Шиндлер много лет руководил своей знаменитой школой пейзажной живописи. Среди учеников Хуго была в том числе Роза Майредер. В частности, он проявил себя как организатор крупных мероприятий, проходивших в Берлине, Париже, Венеции и т. д. В 1900 году вместе с Эрвином Пендлом написал для Парижской всемирной выставки картину с видом на Вену с высоты птичьего полета. В 1912 году Дарнаут переехал в «Гшвендтхоф» (нем. Gschwendthof) возле Марии-Анцбах и продолжил здесь свою работу. С 1913 по 1918 год он был президентом Ассоциации изящных художников в Вене. В 1925 году он стал почётным членом Венского технического университета, а пять лет спустя получил звание Бюргера (гражданина) Вены. В 1937 году Дарнаут умер в Вене.

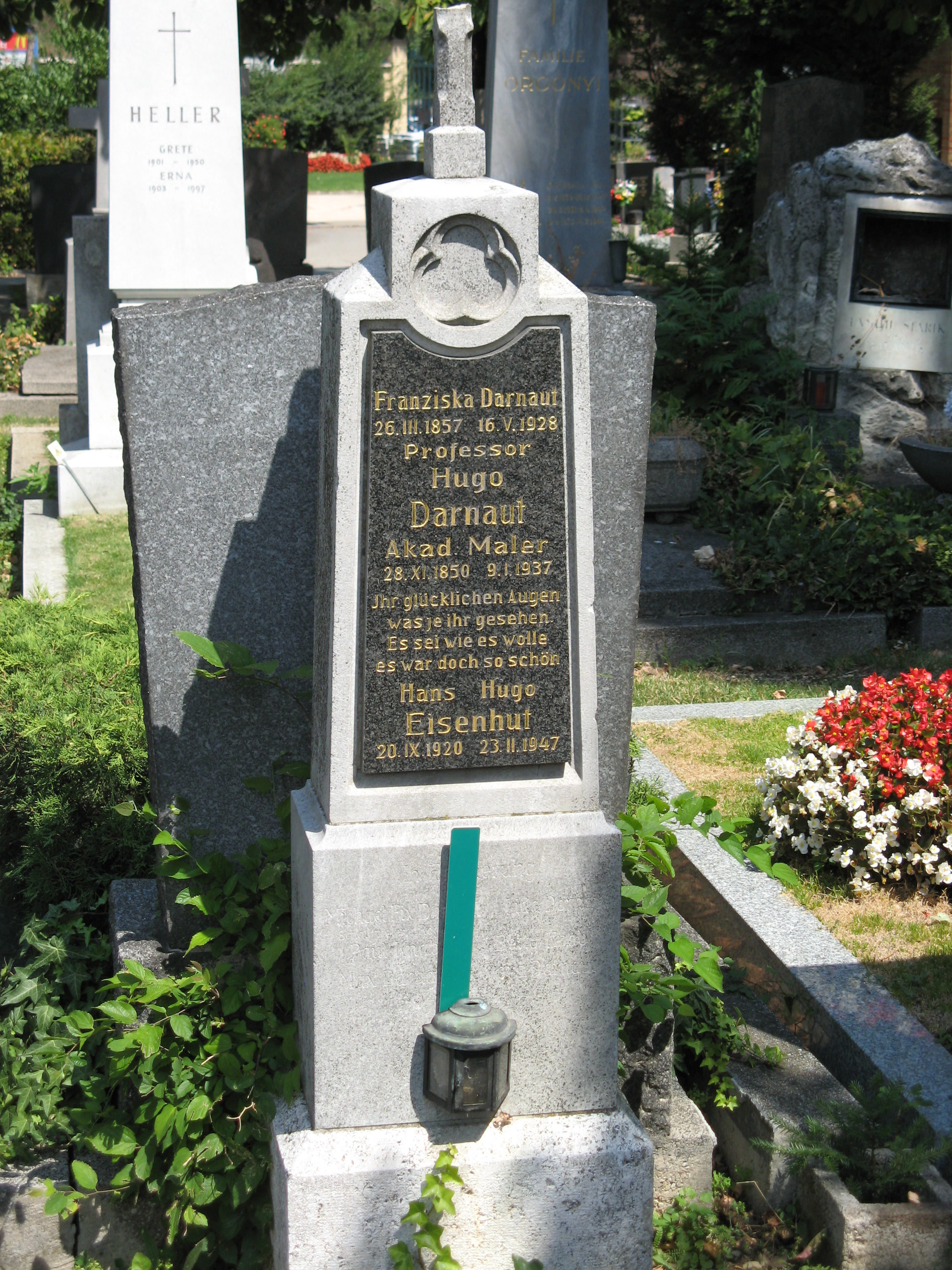
Могила Хуго Дарнаута на Евангелическом кладбище

## Живопись
Хуго Дарнаут был в первую очередь художником-пейзажистом, работавшим на волне австрийского импрессионисткого настроения. Он склонялся к идиллической трактовке своих мотивов и при жизни пользовался большим успехом у публики.

## Галерея

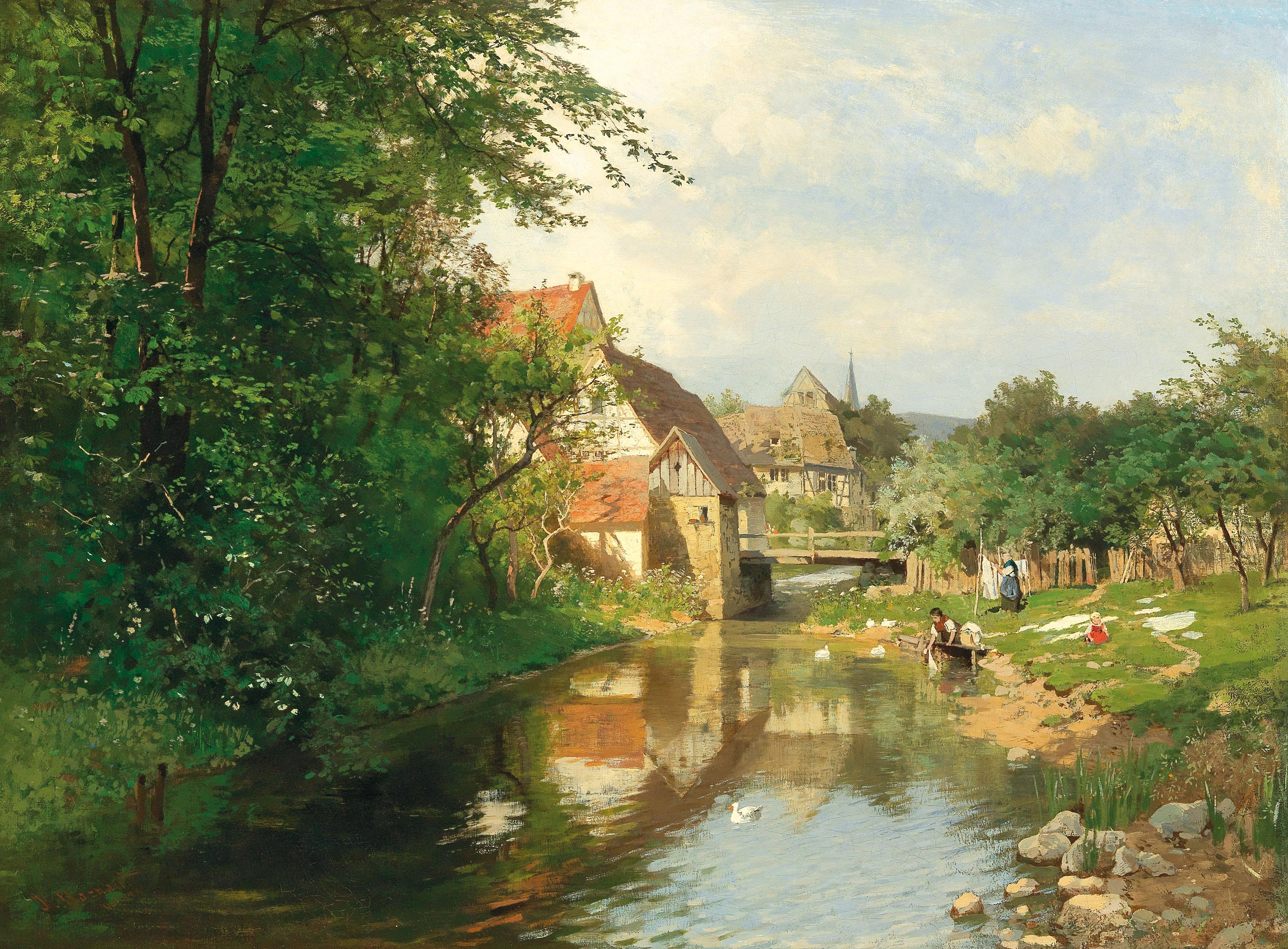
«Деревня у реки» (1874)
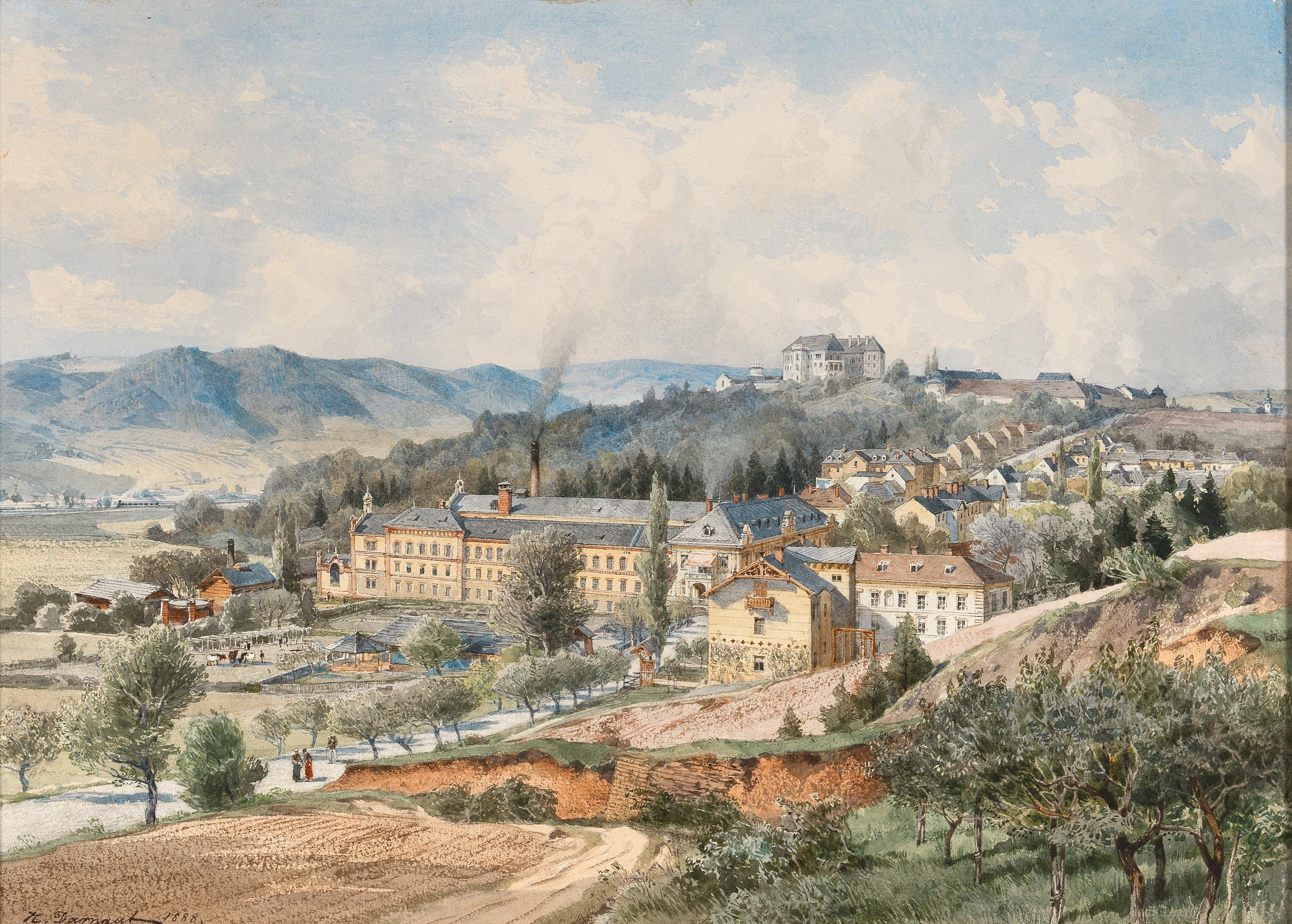
«Текстильная фабрика и монастырь Братьев Милосердия в Летовице» (1888)
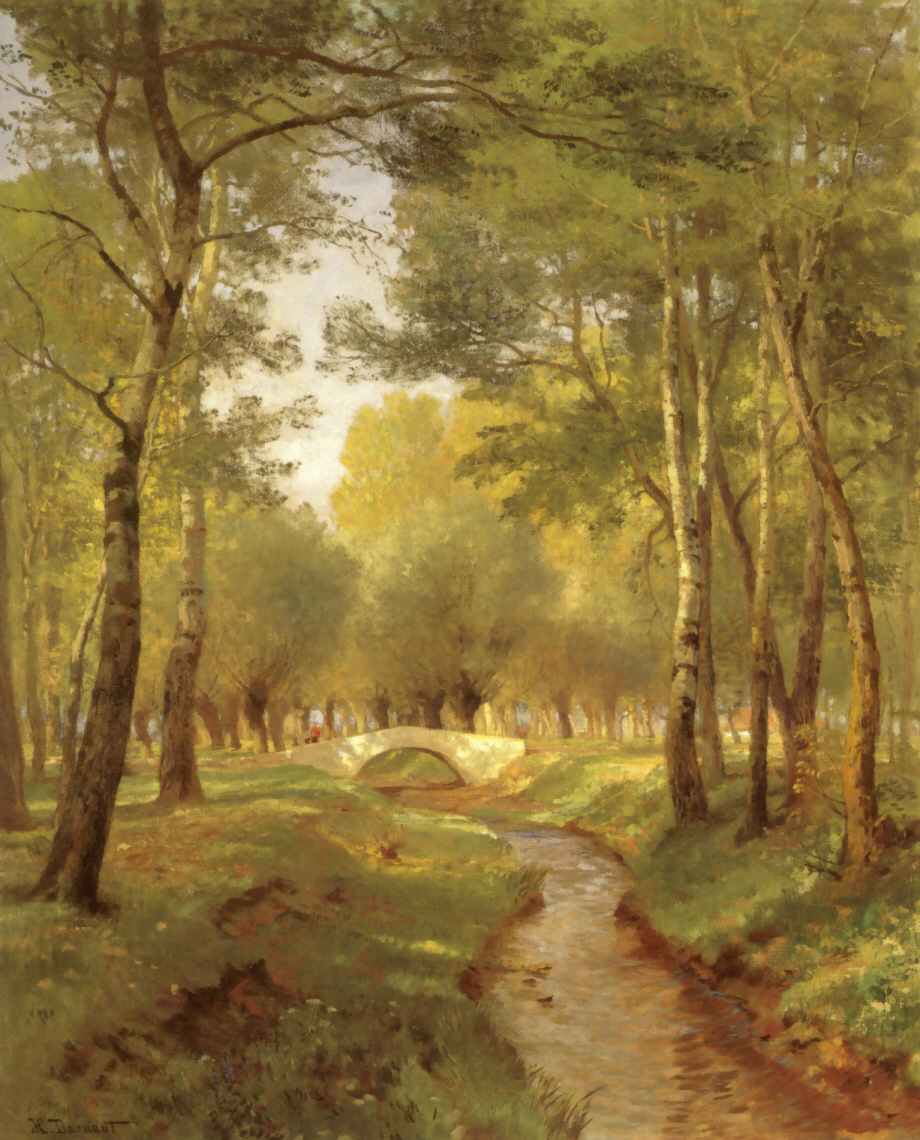
«Лесной ручей с мостом»
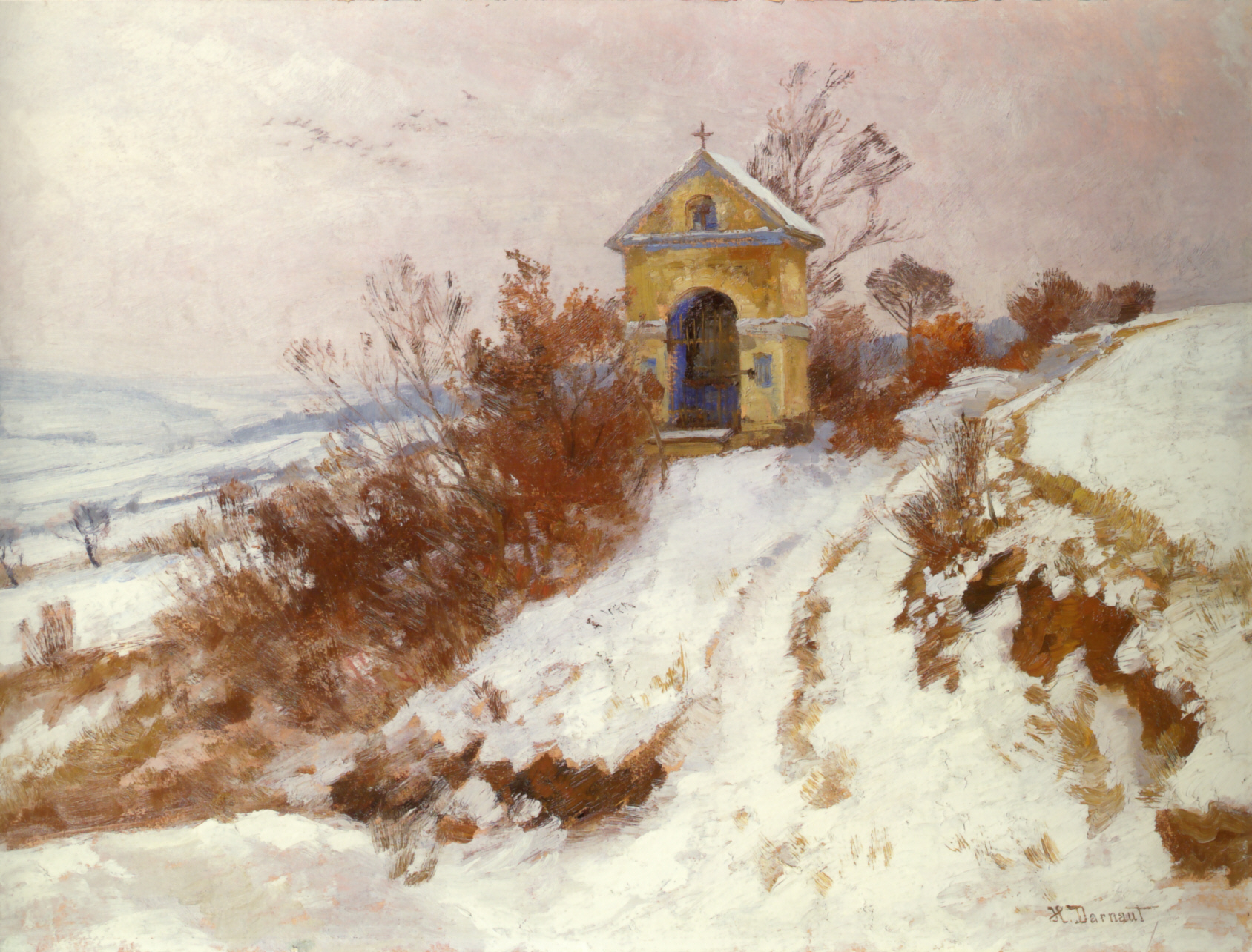
«Часовня в снегу»
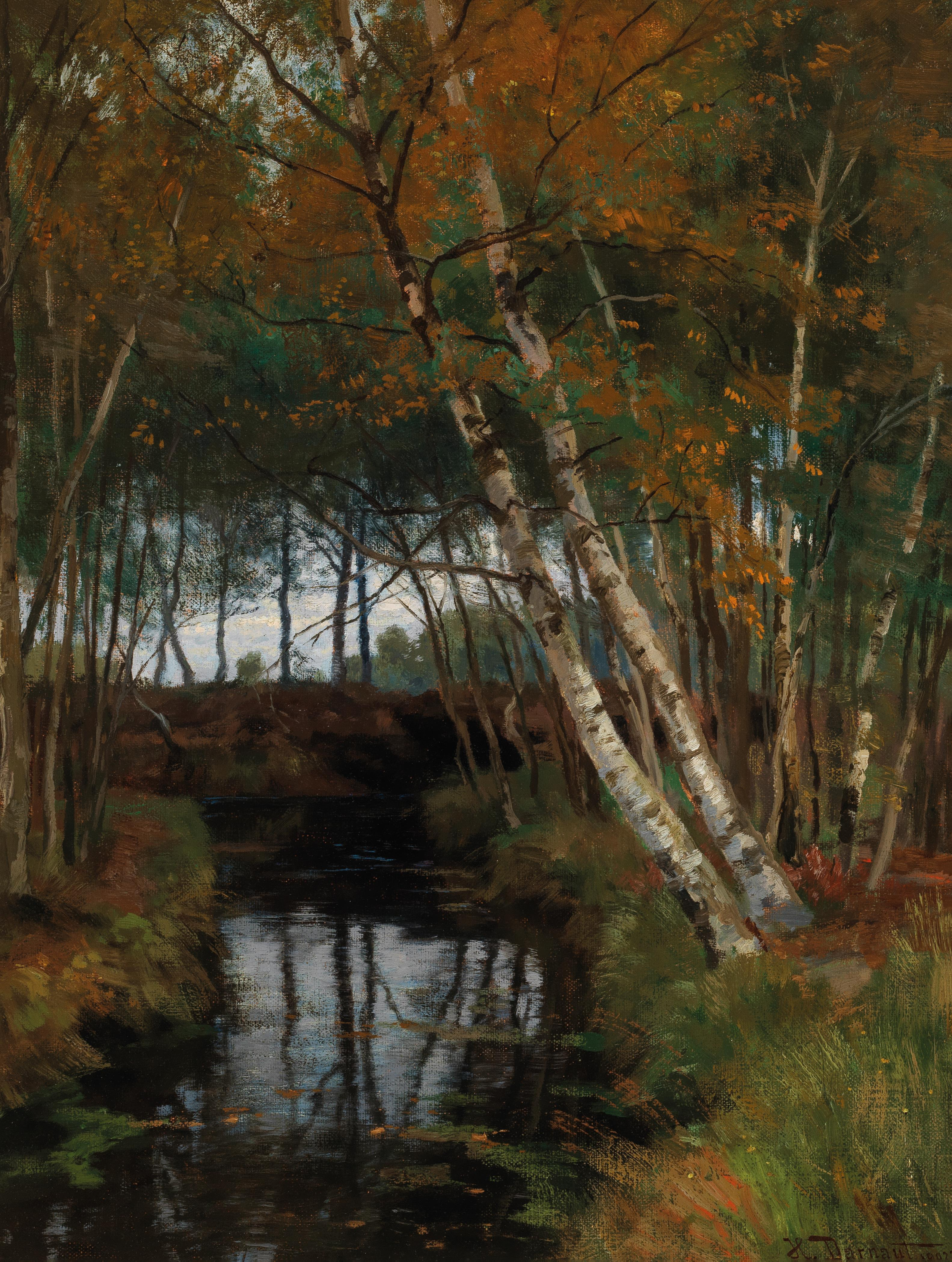
«Ручей с берёзами» (1902)
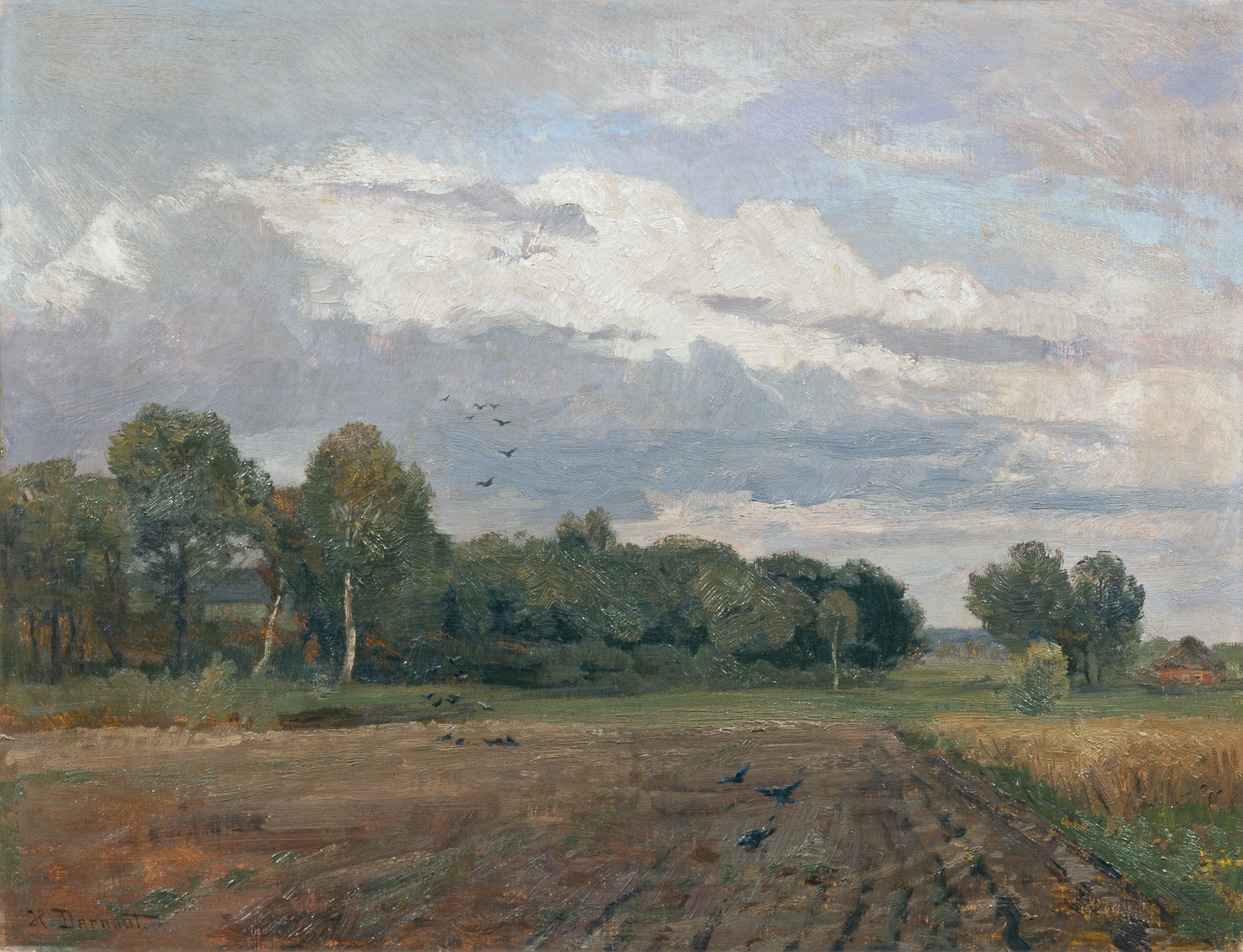
«Скандинавский пейзаж» (1910—1915)
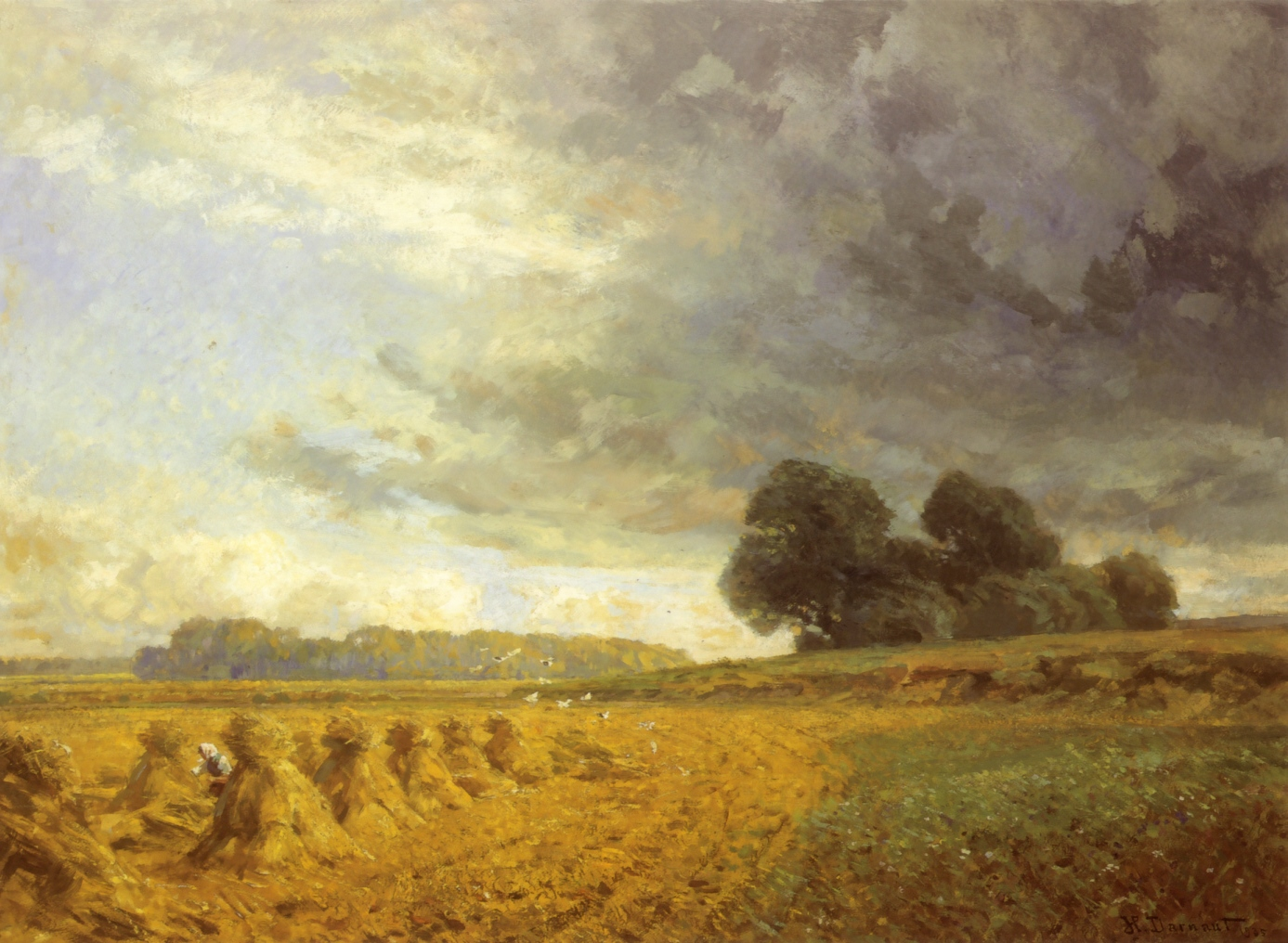
«Урожай зерна» (ок. 1930)
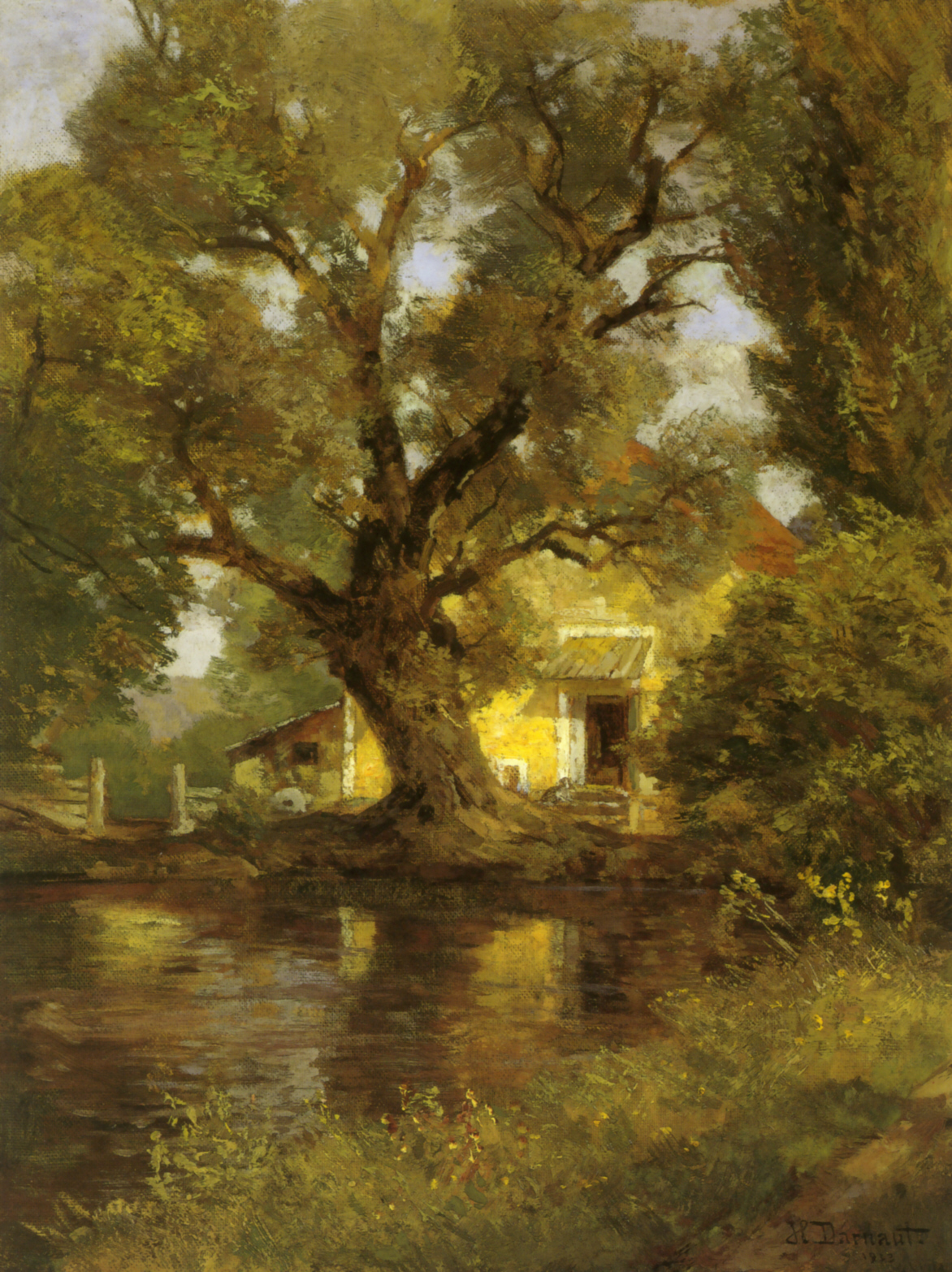
«Дом на хуторе» (1933)
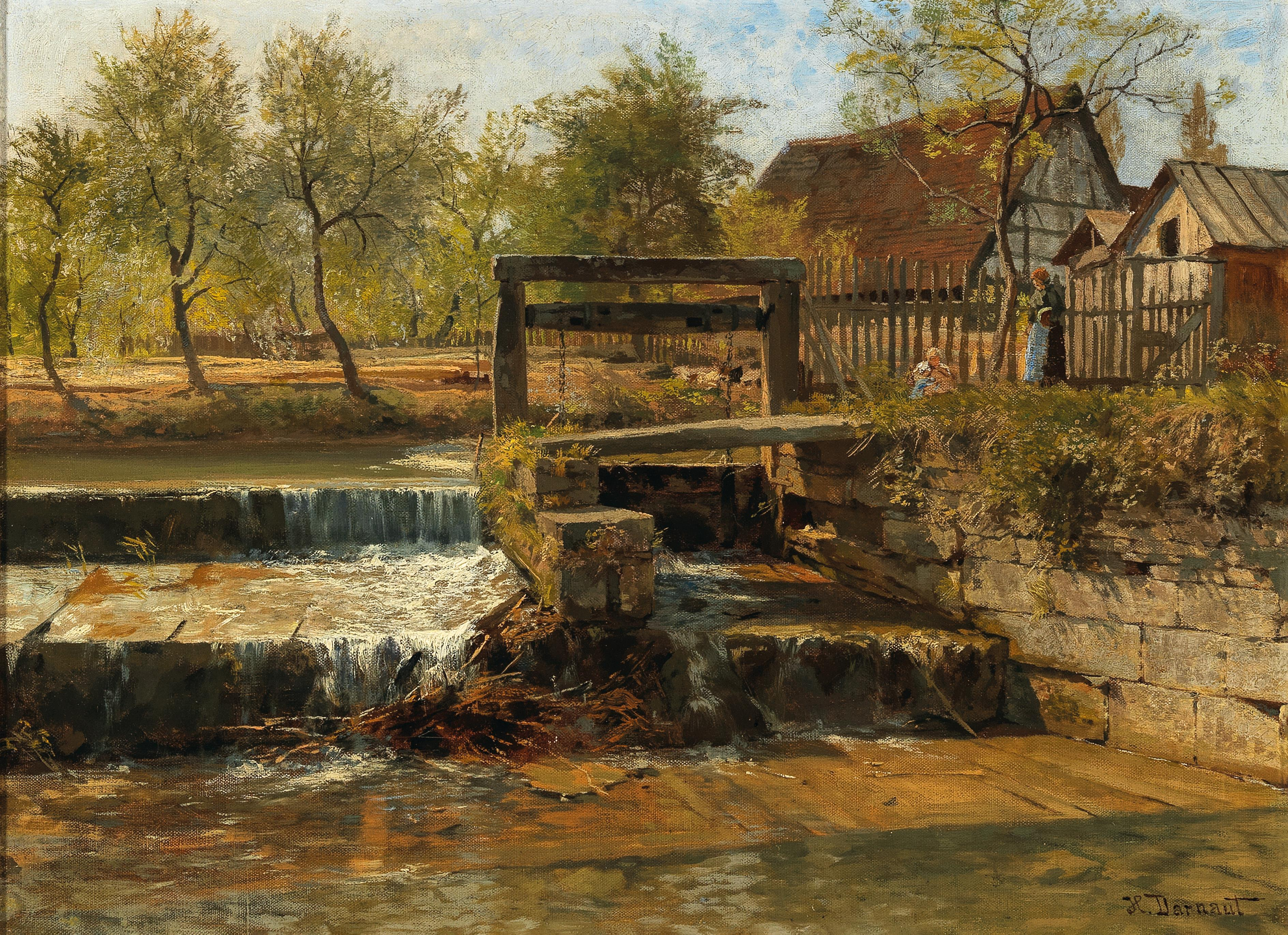
«Плотина» (1937)